# Атюша
Атю́ша (укр. Атюша) — село в Новгород-Северском районе Черниговской области Украины. Население — 1026 человек. Занимает площадь 7,674 км².
Код КОАТУУ: 7422280501. Почтовый индекс: 16261. Телефонный код: +380 4656.
Название населеного пункта походит от названия реки Атюша, которая протекала через середину села и впадала в реку Сейм.

## Власть
Орган местного самоуправления — Коропский поселковый совет. Почтовый адрес: 16261, Черниговская обл., Новгород-Северский р-н, пгт Короп, ул. Кибальчича, 1.

## История
Из села Атюша в 1886 году в сибирский засёлок Чудсткие Пруды, в 1913 году переименованный в село Романово, переселилась группа украинцев более 150 человек.

## Известные уроженцы
- Приходько, Василий Артёмович - Герой Советского Союза